# Sant Miquel d'Alcoletge
Sant Miquel d'Alcoletge és una església parroquial del municipi d'Alcoletge (Segrià) inclosa en l'Inventari del Patrimoni Arquitectònic de Catalunya. Està dedicada a sant Miquel Arcàngel.

## Descripció
Església parroquial de tres naus situada en cantonera al carrer major, donant idea del seu antic caire "domèstic". Segueix les característiques habituals del segle xviii, de concepció neoclàssica amb elements populars i de regust barroc. A la façana dels peus s'obre el portal d'entrada, entre dues columnes amb capitells sobre basament. Al damunt dels capitells un entaulament hi ha un entaulament motllurat i retranquejat. A sobre encara hi ha una imatge esculpida en pedra i protegida per un guardapols. Aquesta façana és acabada en forma triangular, donat que la coberta és a dues vessants, i amb teula àrab. Adossat a l'angle dret s'alça un campanar de planta rectangular, una motllura dona pas al cos de les campanes, amb obertures estretes d'arc de mig punt en cadascuna de les cares.
L'obra és feta a base de pedra picada, morter, maó i pedra desbastada als angles i als brancals de les obertures.